# Rambling Girls/Because of You
"Rambling Girls/Because of You" é o terceiro single em japonês do girl group sul-coreano After School. É um single de A-side duplo consistindo de duas canções, sendo uma original intitulada "Rambling Girls" e uma regravação em japonês do hit de 2009, "Because of You". O single foi lançado em 25 de janeiro de 2012, e estreou na sexta posição na parada Oricon Daily e em sétimo lugar na Oricon Weekly.

## Lista de faixas
| Single em japonês: |                                      |         |  |
| N.º                | Título                               | Duração |  |
| 1.                 | "Rambling Girls"                     | 3:30    |  |
| 2.                 | "Because of You" (Versão em japonês) | 4:07    |  |
| Duração total:     | Duração total:                       | 7:37    |  |

| Edição somente CD |                                                     |         |  |
| N.º               | Título                                              | Duração |  |
| 3.                | "Because of You" (Versão em coreano)                | 4:00    |  |
| 4.                | "Rambling Girls" (Instrumental)                     | 3:30    |  |
| 5.                | "Because of You (versão em japonês)" (Instrumental) | 4:07    |  |
| Duração total:    | Duração total:                                      | 19:14   |  |

| DVD (Tipo A) |                                       |         |  |
| N.º          | Título                                | Duração |  |
| 1.           | "Rambling Girls" (Videoclipe)         |         |  |
| 2.           | "SHIBUYA 109 PHOTO SHOOT" (Making of) |         |  |

| DVD (Tipo B) |                                                   |         |  |
| N.º          | Título                                            | Duração |  |
| 1.           | "Because of You (versão em coreano)" (Videoclipe) |         |  |
| 2.           | "Rambling Girls" (Making of)                      |         |  |

## Desempenho nas paradas

### Oricon
| Lançamento            | Oricon Chart          | Pico | Vendas de estreia | Vendas totais | Período na parada |
| --------------------- | --------------------- | ---- | ----------------- | ------------- | ----------------- |
| 25 de janeiro de 2012 | Daily Singles Chart   | 6    | 12.110            | 14.437+       | 6 semanas         |
| 25 de janeiro de 2012 | Weekly Singles Chart  | 7    | 12.110            | 14.437+       | 6 semanas         |
| 25 de janeiro de 2012 | Monthly Singles Chart | 42   | 12.110            | 14.437+       | 6 semanas         |

## Histórico de lançamento
| País  | Data                  | Formato                              | Gravadora |
| ----- | --------------------- | ------------------------------------ | --------- |
| Japão | 25 de janeiro de 2012 | CD single, download digital (single) | Avex Trax |